# Communauté de communes de la Vezouze
Die Communauté de communes de la Vezouze ist ein ehemaliger französischer Gemeindeverband mit der Rechtsform einer Communauté de communes im Département Meurthe-et-Moselle in der Region Grand Est. Sie wurde am 20. Dezember 1996 gegründet und umfasste 34 Gemeinden. Der Verwaltungssitz befand sich im Ort Blâmont.

## Historische Entwicklung
Mit Wirkung vom 1. Januar 2017 fusionierte der Gemeindeverband mit der Communauté de communes du Piémont Vosgien und bildete so die Nachfolgeorganisation Communauté de communes de Vezouze en Piémont.

## Ehemalige Mitgliedsgemeinden
1. Amenoncourt
2. Ancerviller
3. Autrepierre
4. Avricourt
5. Barbas
6. Blâmont
7. Blémerey
8. Buriville
9. Chazelles-sur-Albe
10. Domèvre-sur-Vezouze
11. Domjevin
12. Emberménil
13. Fréménil
14. Frémonville
15. Gogney
16. Gondrexon
17. Halloville
18. Harbouey
19. Herbéviller
20. Igney
21. Leintrey
22. Mignéville
23. Montreux
24. Nonhigny
25. Ogéviller
26. Réclonville
27. Reillon
28. Remoncourt
29. Repaix
30. Saint-Martin
31. Vaucourt
32. Vého
33. Verdenal
34. Xousse